# Sparkasse Ettlingen
Die Sparkasse Ettlingen war eine öffentlich-rechtliche Sparkasse mit Sitz in Ettlingen in Baden-Württemberg. Ihr Geschäftsgebiet umfasste die Stadt Ettlingen, die Stadt Rheinstetten sowie die Gemeinden Karlsbad, Marxzell und Waldbronn.
Am 22. April 2010 beschlossen die Träger der Sparkasse Ettlingen mit 5:2 Stimmen die Fusion mit der Sparkasse Karlsruhe, welche noch am 1. November desselben Jahres vollzogen wurde.

## Organisationsstruktur
Die Sparkasse Ettlingen war eine Anstalt des öffentlichen Rechts. Rechtsgrundlagen waren das Sparkassengesetz für Baden-Württemberg und die Satzung der Sparkasse Ettlingen. Organe der Sparkasse waren der Vorstand, der Verwaltungsrat und der Kreditausschuss.
Das Geschäftsgebiet gliederte sich in fünf Marktbereiche. In mehreren KompetenzCentern waren darüber hinaus verschiedene Spezialbereiche konzentriert: ImmobilienCenter, VermögensanlageCenter, FirmenkompetenzCenter und TUI ReiseCenter. Insgesamt beschäftigte die Sparkasse Ettlingen 292 Mitarbeiter (davon 24 Auszubildende) und unterhielt 20 Geschäftsstellen.

## Geschäftsausrichtung und Geschäftserfolg
Die Sparkasse Ettlingen betrieb als Sparkasse das Universalbankgeschäft. Mit einer Bilanzsumme von 1,23 Milliarden Euro nahm sie in der Sparkassen-Rangliste 2008 Platz 267 von insgesamt 438 Sparkassen ein. Im Sparkassen-Verbund arbeitete sie zusammen mit der DekaBank, der Deutsche Leasing AG, der Landesbank Baden-Württemberg, der LBS Baden-Württemberg und der SV Sparkassenversicherung.